# Megatryphon mortiferus
Megatryphon mortiferus är en stekelart som beskrevs av Cockerell 1924. Megatryphon mortiferus ingår i släktet Megatryphon och familjen brokparasitsteklar. Inga underarter finns listade i Catalogue of Life.